# Mirabilita
La mirabilita del  latín mirabilis (admirable), también conocida como Salmirabile Glauberi (sal de Glauber) por su uso medicinal, es un mineral del grupo de los minerales sulfatos. Fue descubierta en 1845 en la isla Vulcano, junto a Sicilia (Italia), siendo nombrada mirabilita por el adjetivo de "admirable" que le puso Johann Rudolph Glauber cuando sintetizó sulfato de sodio de forma artificial en su laboratorio. Sinónimos poco usados son: exanthalosa, sal de Glauber, reusina o sal admirable.

## Clasificación
Según la clasificación de Dana se trata de un sulfato ácido hidratado, y tiene el código 29.2.2.1.
Según la clasificación de Strunz pertenece a la serie de la matteuccita y la mirabilita, y tiene el código 7.CD.10.

## Características químicas
Es un sulfato de sodio muy hidratado, que cuando se expone al aire seco rápidamente se deshidrata y transforma en thenardita (Na2SO4).

## Formación y yacimientos
Mineral salino que se forma por precipitación a partir de salmuera de sulfato-cloruro de sodio. Muy abundante en las salmueras de este tipo que se forman en climas fríos. La deposición puede ser estacional produciendo sedimentos bandeados; rara vez se ha encontrado en cuevas y tubos de lavas, así como en fumarolas volcánicas. También se ha visto como producto de la alteración hidrotermal sericítica. Se ha visto también como precipitado con posterioridad a la actividad minera.
Suele encontrarse asociado a otros minerales como: yeso, thenardita, halita, trona, glauberita, aftitalita, blödita o epsomita.